# Bruno (cantor)
Bruno, nome artístico de Vinicius Félix de Miranda (Goiânia, 22 de abril de 1969), é um cantor e compositor brasileiro, conhecido por ser um dos integrantes da dupla de música sertaneja Bruno & Marrone.
Notável por ter um timbre vocal considerado rouco, Bruno influenciou vários artistas que o sucederam no cenário musical. Como compositor, teve músicas gravadas por várias duplas e artistas, como Zezé Di Camargo & Luciano, João Bosco & Vinícius e Guilherme & Santiago.

## Biografia
Nascido em Goiânia, o cantor é filho de Anita Félix e Deusdedites de Miranda. Bruno trabalhou, na adolescência, numa farmácia de seu pai. Tem quatro irmãos, dentre eles, Ana Paula Félix que também é cantora e atuou durante anos como backing vocal, da dupla onde o irmão faria parte anos depois.

## Carreira
Em 1984, formou a dupla Bruno & Marrone com seu amigo Marrone, após ter sido apresentado ao músico pelo cantor Leonardo. Após muitos anos de atividade, a dupla iniciou sua discografia ainda na década de 1990, mas a popularidade só veio no início dos anos 2000, com o álbum Acústico ao Vivo.
Ao longo dos anos, Bruno se tornou um dos nomes mais notáveis do sertanejo brasileiro. Com um timbre vocal considerado "rouco" e "potente" por alguns veículos musicais e da imprensa, o músico influenciou vários artistas no cenário sertanejo. Por outro lado, a presença de sua voz também atraiu críticas à suposta "ausência" da voz de Marrone que, segundo avaliações da própria dupla, é uma combinação conforme a função de um backing vocal. Por isso, em entrevista dada ao Metrópoles em 2018, Marrone afirmou que "a voz que tem que brilhar é a do Bruno".
Como compositor, Bruno teve canções gravadas por vários artistas, como João Bosco & Vinícius, Guilherme & Santiago, Hugo & Tiago, Zezé Di Camargo & Luciano e Daniel.
Em 2023, começou a lançar projetos paralelos em carreira solo sob o título Bruno em Família.

## Vida pessoal
Bruno é casado com Marianne Rabelo desde 2011. É pai de Vinícius Filho e dos gêmeos Enzo Rabelo, cantor, e Maria Eduarda Rabelo.

## Discografia
Com Bruno & Marrone
Solo
- Bruno do BEM em Família (2023)
- Bruno em Família Vol. 2 (2024)
- Bruno em Família Vol. 3 (2025)